# Пасіка-І (заказник)
Па́сіка-І — ботанічний заказник місцевого значення в Україні. Розташований у межах Чернігівського району Чернігівської області, на південь від села Дроздівка.
Площа 360 га. Статус присвоєно згідно з рішенням Чернігівського облвиконкому від 04.12.1978 року № 529; рішення від 27.12.1984 року № 454; рішення від 28.08.1989 року № 164; рішення від 31.07.1991 року № 159. Перебуває у віданні ДП «Чернігівське лісове господарство» (Дроздівське л-во, кв. 32-38).
Статус присвоєно для збереження лісового масиву з цінними насадженнями дуба; у домішку береза, верба.